# Portus Iulius

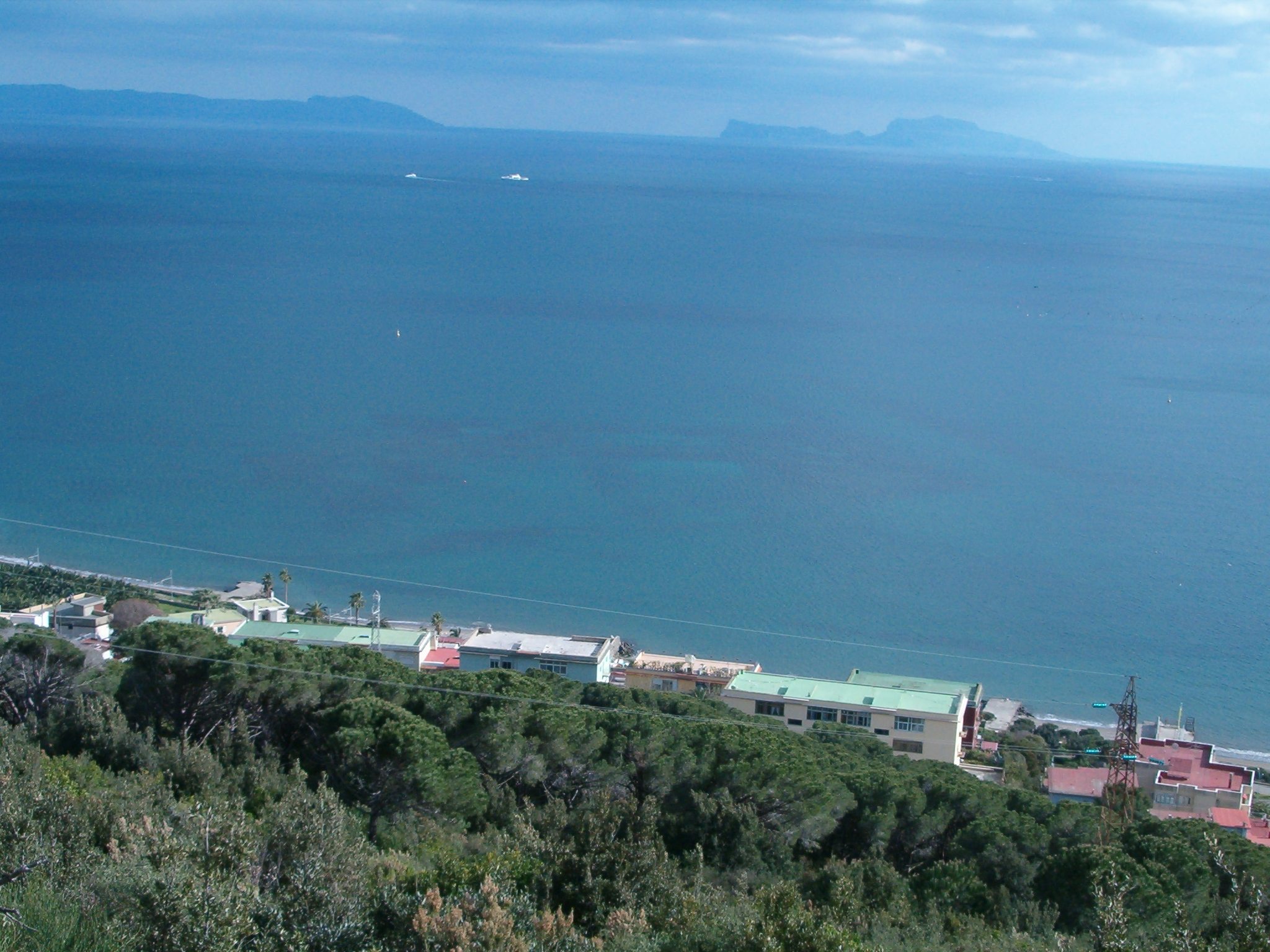
Portus Julius dal Monte Nuovo - I resti dell'antico porto romano attualmente sommersi nel mare per effetto del bradisismo, sono riconoscibili dalla cima del Monte Nuovo in giornate nuvolose, quando il sole non crea riverberi sulla superficie del mare. Si distinguono due bacini quadrati delle tre darsene esistenti; essi terminano sulla destra dove si distinguono due muri paralleli corrispondenti al canale di collegamento con il mare, antico ingresso per le navi nel lago.

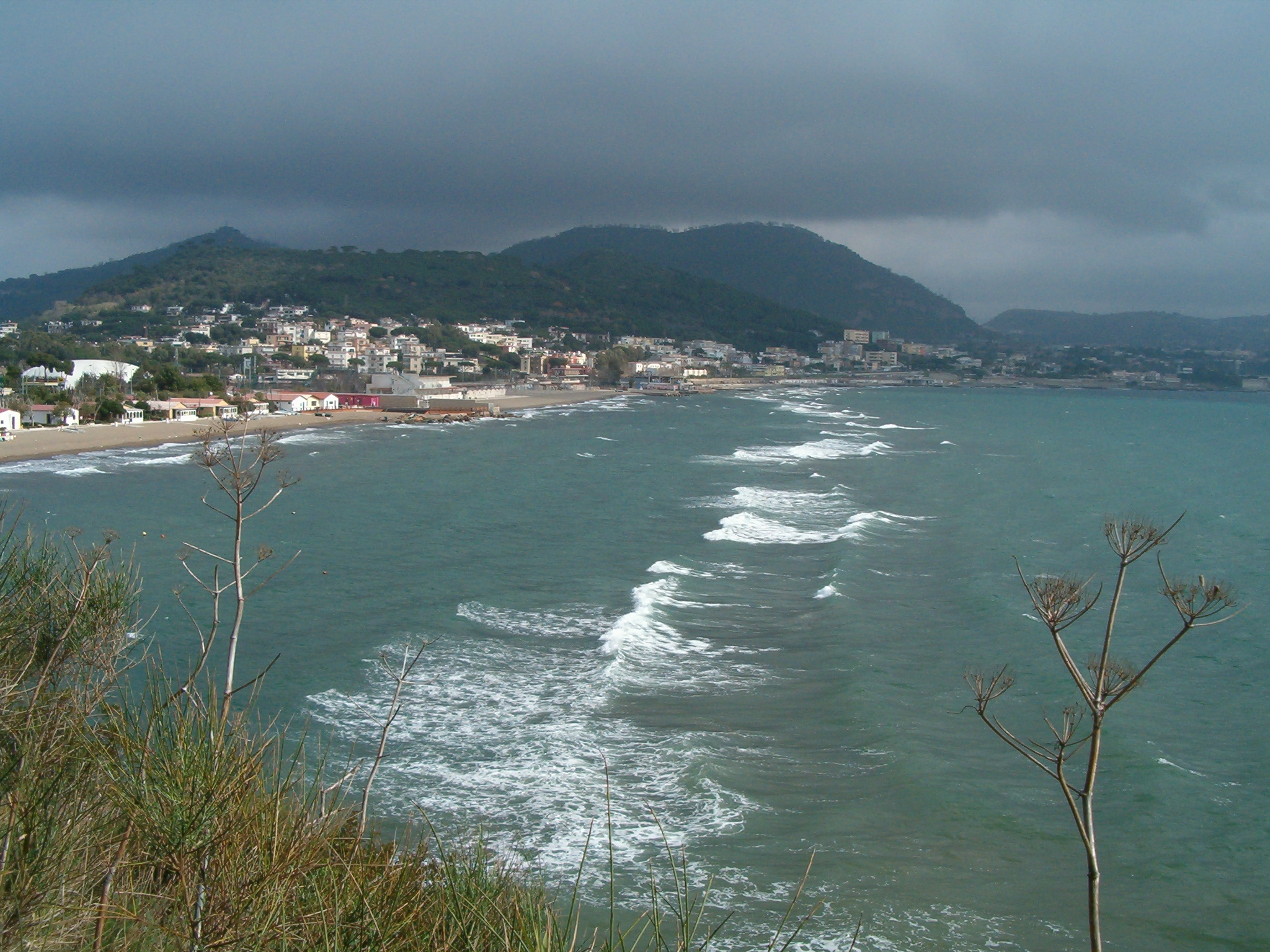
Portus Julius da Punta Epitaffio - Il tracciato dell'antica strada romana via Herculea, che correva sull'argine che separava l'antico Lago di Lucrino dal mare, oggi sommersa per effetto del bradisismo, è riconoscibile nei giorni di mareggiata perché, trattandosi di un bassofondale, le onde vi si infrangono. La curvatura in fondo è dovuta all'interruzione della strada per la presenza dell'antico canale di ingresso nel lago.

Portus Iulius o Portus Julius (Porto Giulio in onore di Gaio Giulio Cesare Ottaviano), fu, dal I secolo a.C. (37 a.C.) al IV secolo, un suburbio della città di Puteoli (l'attuale Pozzuoli). Realizzato sulla costa napoletana presso il lago di Lucrino, costituiva un imponente complesso portuale esteso fino al lago d'Averno. Risparmiato dalle distruzioni operate nell'area dall'eruzione del Monte Nuovo nel 1538, attualmente risulta sommerso per effetto del bradisismo flegreo ed è stato riscoperto solo nel 1956.

## Storia
Il porto fu costruito nel 37 a.C. da Marco Vipsanio Agrippa per volere di Ottaviano «facendo penetrare il mare nei laghi Lucrino e Averno» e, inizialmente, svolse la funzione di base militare navale nel corso della guerra civile contro Sesto Pompeo che avrebbe posto fine alla Repubblica romana.
Secondo le descrizioni di Cassio Dione e Velleio Patercolo, il porto costiero offriva un naturale rifugio protetto per le navi da guerra oltre ad un ampio cantiere navale interno. Ingenti opere ingegneristiche lo collegavano, infatti, sia al lago di Lucrino, che era molto più vasto all'epoca e fungeva già da rada riparata, sia al lago d'Averno che forniva un approdo sicuro e, grazie ai boschi limitrofi, anche il legname per il cantiere navale.

Sotto la direzione dell'architetto Lucio Cocceio Aucto, il canale artificiale, già esistente e lungo 300 metri che collegava i due laghi, venne allargato a 50 metri. 
Fu, inoltre, creato, presso il porto, uno sbocco per il lago di Lucrino scavando il breve tratto sabbioso che lo separava dal mare.
Portus Iulius possedeva un molo costiero lungo 372 metri ed edificato su archi che poggiavano su quindici piloni quadrangolari. Era difeso da una lunga diga - sulla quale passava la Via Herculea (o  Via Herculanea) - che partiva dalla Punta dell'Epitaffio, presso Baia, per giungere fino a Punta Caruso, e che includeva l'ingresso al canale navigabile che conduceva al Lucrino.
Il complesso militare era completato dai camminamenti sotterranei (vedi Grotta di Cocceio) commissionati da Agrippa per mettere in comunicazione sicura il lago d'Averno con il porto di Cumae, come viene descritto da Strabone nella sua Geografia.
La funzione militare del porto si esaurì una ventina d'anni dopo la costruzione a causa della bassa profondità del lago Lucrino e del parziale insabbiamento con il conseguente trasferimento della flotta a Miseno nel 12 a.C.

Portus Iulius mantenne, tuttavia, per molto tempo (fino al IV secolo) la funzione di porto commerciale. In età augustea l'insediamento portuale prosperò notevolmente estendendosi verso Pozzuoli con la costruzione di due nuovi sobborghi (vici) cittadini: il vicus Lartidianus e il vicus Annianus.
Sotto Nerone fu intrapresa la costruzione di un lunghissimo canale navigabile (fossa Neronis, parzialmente rilevato dalle fotografie aeree) che avrebbe dovuto congiungere Portus Iulius a Roma, per consentire un traffico sicuro dalle tempeste per le navi che rifornivano di grano la capitale. La costruzione del canale fu interrotta alla morte di Nerone e non venne mai completata.

## Decadenza e riscoperta del sito sommerso

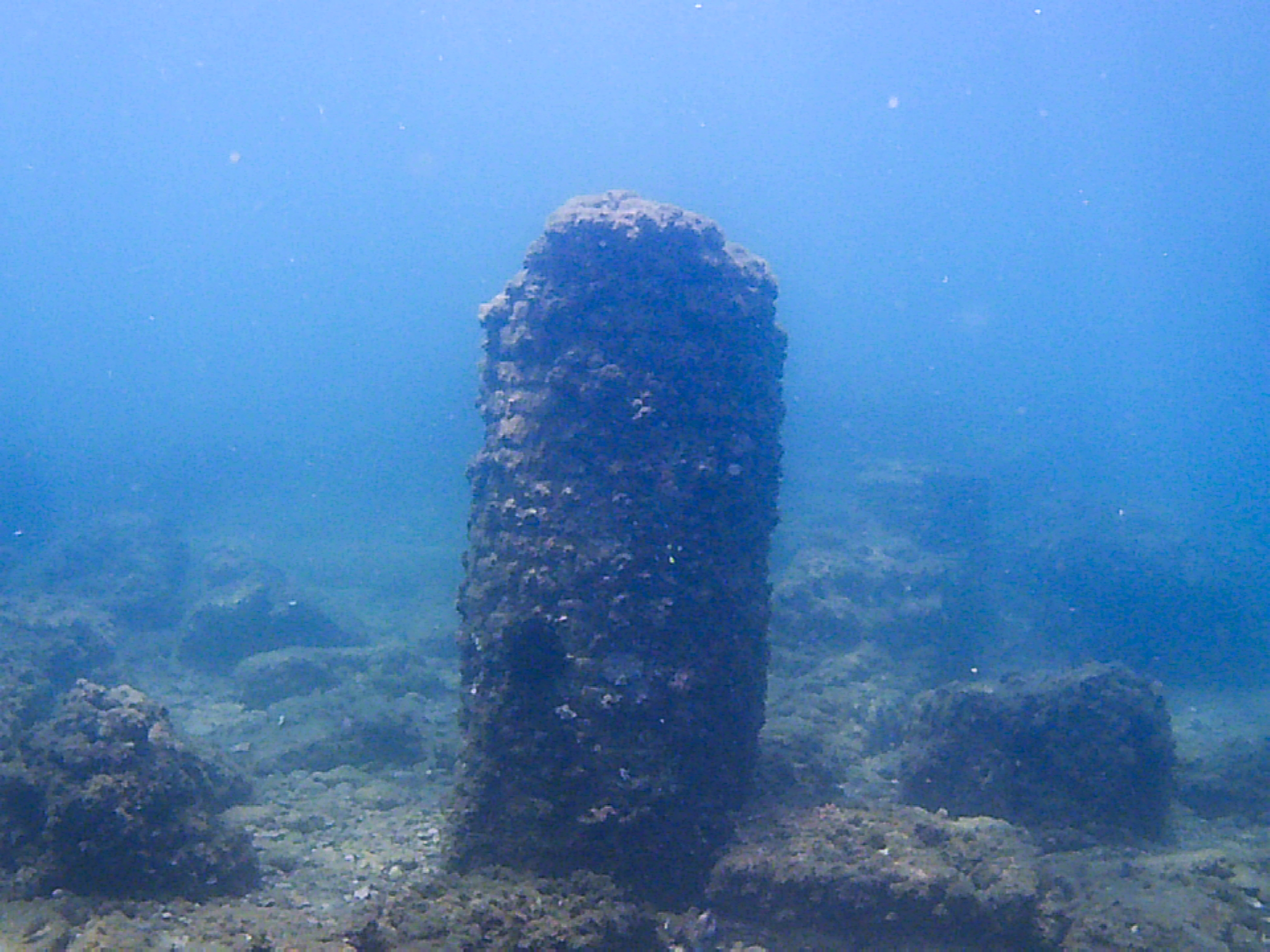
Strutture sommerse del porto.

Portus Iulius venne abbandonato nel IV secolo per il progressivo abbassamento della linea di costa causato dal bradisismo. Alla fine del V secolo, secondo Cassiodoro, la diga costiera era già crollata e parte del materiale lapideo della stessa era stato riutilizzato per riparare le mura di Roma.
Nei secoli successivi l'arretramento della costa marina produsse la scomparsa del lago di Lucrino e il porto romano venne completamente sommerso.
Nel periodo rinascimentale, per effetto dell'eruzione che formò l'edificio vulcanico di Monte Nuovo, si ebbe un parziale sollevamento dell'area con la ricostituzione del bacino lacustre del Lucrino, per quanto molto meno esteso rispetto a quello antico.

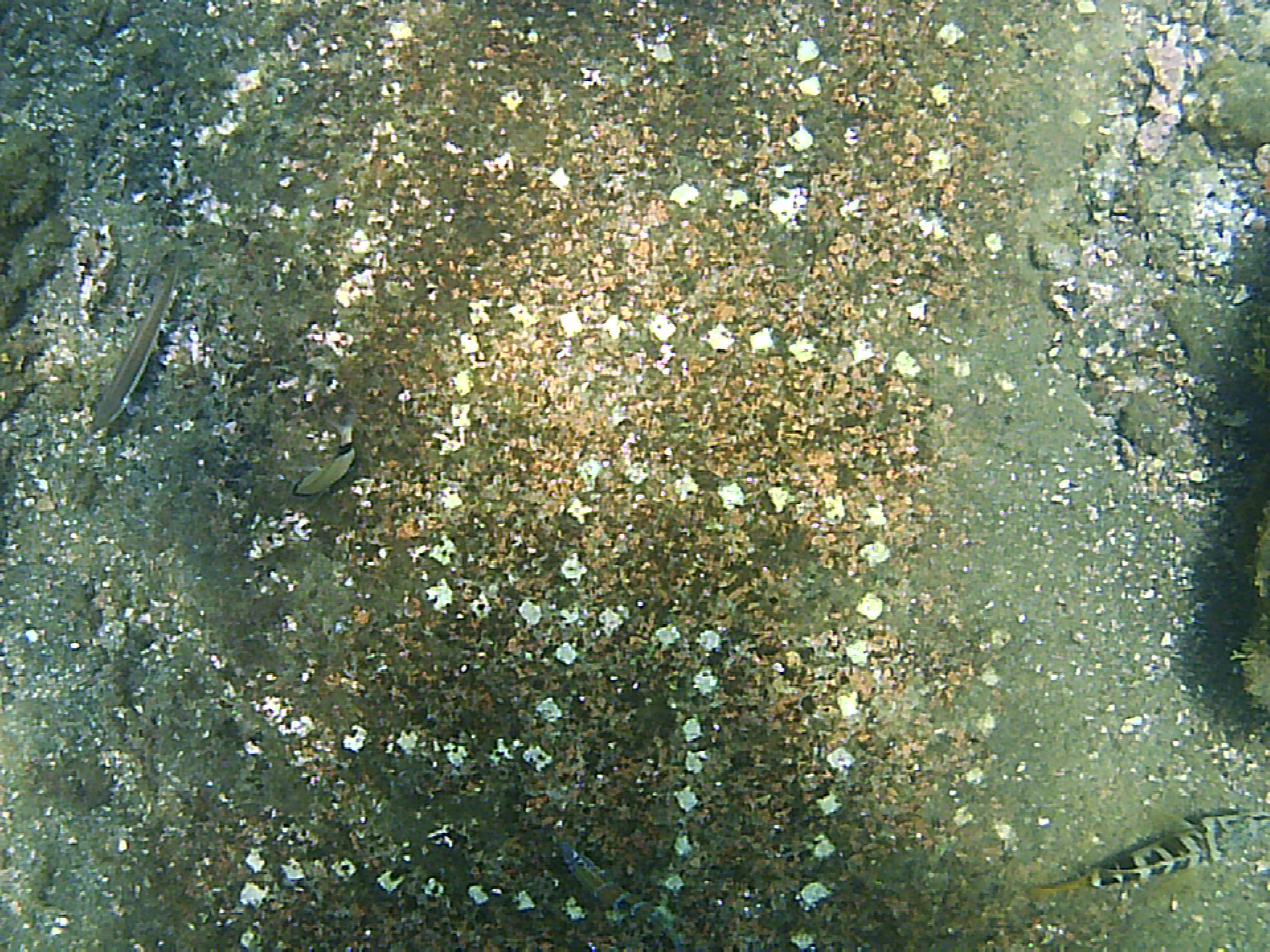
Mosaico di un edificio del porto.

Il porto romano venne riscoperto nel 1956 grazie alle foto aeree scattate dal pilota (e sub) militare Raimondo Bucher. Attraverso quelle foto e i rilievi subacquei effettuati, recentemente, dalla Soprintendenza dei Beni Archeologici, è stato evidenziato un complesso sommerso - corrispondente al porto antico e ad un tratto della via Herculanea - che si estende per circa 10 ettari ad una profondità variabile da 2,50 a 5 metri circa.

Del complesso è stata rilevata direttamente solo la parte orientale. Vi si può osservare il tracciato di una via che passa fra i resti di due file parallele di magazzini portuali, con alzati di murature in opera reticolata, intonaci, casseforme lignee, impianti idraulici e poi un edificio più vasto con un orientamento diverso da tutte le altre strutture, disposto obliquamente, nel quale si è voluto riconoscere la domus dell'ammiraglio essendovi ancora dei pavimenti a mosaico.

## Fonti

### Fonti classiche
- Cassio Dione Cocceiano, Historiae Romanae (XLVIII.50)
- Strabone, Γεωγραφία (Geografia) (V.4.310-313)
- Gaio Svetonio Tranquillo, De vita Caesarum,  libri I-II-III.
- Velleio Patercolo, Historiae Romanae ad M. Vinicium (II.95)

### Fonti alto-medioevali
- Cassiodoro, lettera di Teodorico a Sabiniano.